# الرقص البهلواني في الألعاب الأولمبية الصيفية 2024
من المقرر أن تقام المسابقات الرقص البهلواني في دورة الألعاب الأولمبية الصيفية 2024 في الفترة من 9 إلى 10 أغسطس في ساحة الكونكورد، وهذا أول ظهور رسمي لهذه الرياضة في البرنامج وأول نظام لرياضة الرقص يظهر في تاريخ الألعاب الأولمبية الصيفية.   بعد ظهورها الناجح لأول مرة في دورة الألعاب الأولمبية الصيفية للشباب 2018 في بوينس آيرس، تم تأكيد رياضة البريك أو الرقص البهلواني كواحدة من الرياضات الاربع الإضافية، إلى جانب كل من التزلج على اللوح ورياضة التسلق وركوب الأمواج المعتمدة في باريس 2024.   ستشهد المنافسة إجمالي اثنين وثلاثين مؤدي (ستة عشر من الرجال وستة عشر من السيدات) في مواجهات فردية وجهًا لوجه.